# Wojdaty (stacja kolejowa)
Wojdaty (lit. Vaidotai) – stacja kolejowa w dzielnicy Ponary, w Wilnie, na Litwie. Nazwa pochodzi od pobliskiej wsi Wojdaty.